# Панургиас, Лукас
Лукас Панургиас (греч. Λουκάς Πανουργιάς; 4 сентября 1899 — 17 января 1981) — греческий футболист, футбольный тренер, президент ФК «Панатинаикос» в 1962—1967 годах, президент Греческой федерации футбола в 1974—1975 годах.

## Биография
Лукас занимался футболом и лёгкой атлетикой, в 10 лет с семьёй переехал в Афины и начал играть в футбольной команде «Ники», которую создал вместе с Алексосом Циссисом. В 1912 году стал игроком клуба «Панеллиниос Подосферикос Омилос», который сейчас известен как «Панатинаикос» — туда его пригласил Георгиос Калафатис. До 1916 года играл во втором составе, позже стал играть за основвную команду. Чемпион Греции 1915, 1921 и 1922 годов, трижды чемпион Афин (1925, 1926, 1927). В 1919 году Лукас числился в составе сборной Греции по футболу, готовился к поездке на Олимпиаду в Антверпене, но из-за перелома ноги пропустил турнир.
После игровой карьеры Панургиас получил юридическое образование. Он добился передачи клубу стадиона «Апостолос Николаидис» на улице Александрас. В 1962—1967 годах был президентом клуба «Панатинаикос», в 1974—1975 годах возглавлял Греческую футбольную федерацию. В период работы Панургиаса клуб «Панаитинаикос» добился ряда чемпионских титулов в разных спортивных категориях, в том числе в футболе, баскетболе, волейболе, лёгкой атлетике, велоспорту, боксу, настольному теннису, плаванию, стрельбе, а также впервые одержал победы в чемпионатах по фехтованию, тяжелой атлетике и шахматам. После прихода к власти чёрных полковников смещён со своей должности. С 13 сентября 1974 года почётный президент клуба.